# Cantone di Vallon-Pont-d'Arc
Il Cantone di Vallon-Pont-d'Arc è un cantone francese dell'arrondissement di Largentière.
A seguito della riforma approvata con decreto del 13 febbraio 2014, che ha avuto attuazione dopo le elezioni dipartimentali del 2015, è passato da 11 a 30 comuni.

## Composizione
Gli 11 comuni facenti parte prima della riforma del 2014 erano:
- Balazuc
- Bessas
- Labastide-de-Virac
- Lagorce
- Orgnac-l'Aven
- Pradons
- Ruoms
- Salavas
- Sampzon
- Vagnas
- Vallon-Pont-d'Arc

Dal 2015 i comuni appartenenti al cantone sono i seguenti 30:
- Balazuc
- Bessas
- Chassiers
- Chauzon
- Chazeaux
- Grospierres
- Joannas
- Labastide-de-Virac
- Labeaume
- Lagorce
- Largentière
- Laurac-en-Vivarais
- Montréal
- Orgnac-l'Aven
- Pradons
- Prunet
- Rochecolombe
- Rocher
- Ruoms
- Saint-Alban-Auriolles
- Saint-Maurice-d'Ardèche
- Saint-Remèze
- Salavas
- Sampzon
- Sanilhac
- Tauriers
- Uzer
- Vagnas
- Vallon-Pont-d'Arc
- Vogüé